# Tokusatsu
Tokusatsu (特撮) is een Japans leenwoord dat betrekking kan hebben op zowel "special effects" in zijn algemeenheid als op een genre van Japanse live-actionfilms en televisieseries die volop gebruikmaken van special effects. Buiten Japan wordt de term vooral voor die tweede betekenis gebruikt.
Tokusatsu heeft vaak een sciencefiction, fantasie of horrorthema. Bekende Tokusatsu-series zijn de Kaijufilms (zoals die van Godzilla en Gamera), live-action-superheldenseries (Super Sentai, Kamen Rider en Metal Heroes) en mecha dramas (Giant Robo). Naast anime en manga is tokusatsu een van de populairste vormen van amusement op de Japanse tv. Maar in tegenstelling tot anime en manga is tokusatsu in westerse landen minder bekend.
De term "tokusatsu" is verbastering van de Japanse term "tokushu satsuei" (特殊撮影), wat "speciale fotografie" betekent. Bij de productie van Tokusatsu-series wordt de specialeffectsregisseur "tokushu gijutsu" (特殊技術) (speciale technieken) of "tokusatsu kantoku" (特撮監督) (specialeffectsregisseur) genoemd.

## Geschiedenis
Tokusatsu gaat in feite terug tot het oude Japanse theater, vooral kabuki. Moderne tokusatsu kreeg echter pas vorm vanaf de jaren 50 van de 20e eeuw.
De film Godzilla uit 1954 wordt gezien als een van de pioniers van special effects die vandaag de dag standaard zijn voor tokusatsu-series. Zo introduceerde deze film de suitmationtechniek — het gebruik van een acteur in een pak gecombineerd met een set van miniatuurgebouwen om een enorm monster te spelen.
In 1957 verscheen de eerste tokusatsu filmreeks met een superheld in de hoofdrol: Super Giant. De gemaskerde helden bleken populairder dan de enorme monsters, en het jaar erop verscheen de televisieserie Moonlight Mask (Gekko Kamen).
Tokusatsu-series over superhelden bleven een populair onderwerp in de jaren 60, maar waren vrijwel allemaal hetzelfde. Slechts een paar series waren duidelijk anders. Dit veranderde in 1966 met Ambassador Magma (Magma Taishi, in de Verenigde Staten uitgezonden als The Space Giants) en Ultraman. Deze series introduceerden het Kyodai Hero subgenre, waarin een held van normaal formaat naar enorm formaat kan groeien om een vijand te bevechten.

## Suitmationtechnologie
Suitmation (スーツメーション, Sūtsumēshon) is een van de belangrijkste technieken gebruikt bij tokusatsu. De term slaat op het proces waarbij monsters (vooral die van enorm formaat) worden neergezet door een acteur in een pak in een miniatuurlandschap. Het is niet precies bekend waar de term vandaan komt, maar vermoed wordt dat de term is bedacht om deze techniek te onderscheiden van Ray Harryhausens bekende stop-motiontechniek.

## Franchises en producties

### Subgenres
Het tokusatsugenre kan worden onderverdeeld in de volgende subgeners :
Kaiju (怪獣, kaijū, letterlijk "mysterieus wezen")films/series met monsters of enorme monsters (大怪獣, daikaijū). Dit zijn o.a. Ultra Q, de Godzilla-filmreeks en de Gamera serie.
Kaijin (怪人, letterlijk "mysterieus persoon")films/series met een superschurk in de hoofdrol. Voorbeelden zijn Secret of the Telegian, The Human Vapor, The H-Man, Half Human, en Tomei Ningen.
Yōkaifilms/series met yōkai (妖怪) (Japanse demonen) in de hoofdrol.

### Tokusatsufilms
Er zijn verschillende films die worden geclassificeerd als tokusatsu, maar die in het algemeen sciencefictionfilms zijn. Dit zijn bijvoorbeeld Warning from Space (宇宙人東京に現わる, Uchūjin Tokyo ni arawaru, Spacemen Appear in Tokyo), Invasion of the Neptune Men (宇宙快速船, Uchū Kaisokusen, Space Hypership), The Green Slime (ガンマー第3号 宇宙大作戦, Ganmā daisan gō: uchū daisakusen), The Birth of Japan (日本誕生, Nippon Tanjō), The Last War (世界大戦争, Sekai daisenso), Japan Sinks (日本沈没, Nihon Chinbotsu), Virus (復活の日, Fukkatsu no hi), Sayonara Jupiter (さよならジュピター, Sayonara Jupitā), The War in Space (惑星大戦争, Wakusei daisenso), en Sengoku Jieitai 1549 (戦国自衛隊1549).

### Originele videoproducties
- Ginga-roid Cosmo X
- Evolver
- Gynoids: SAD Story
- Moeyo! Dragon Girls
- SFX Giant Legend: Line

## Tokusatsu buiten Japan
Hoewel tokusatsu zijn oorsprong in Japan heeft, komen het genre en de bijbehorende technieken ook buiten Japan steeds meer voor.
In de Verenigde Staten heeft het bedrijf Saban Entertainment een aantal tokusatsu-series gericht op een westers publiek geïntroduceerd. De meeste van deze series waren gebaseerd op Japanse series. Voorbeelden zijn Power Rangers (gebaseerd op Super Sentai), Masked Rider (Kamen Rider), BeetleBorgs (Juukou B-Fighter en B-Fighter Kabuto) en VR Troopers (Choujinki Metalder, Jikuu Senshi Spielban, en Uchuu Keiji Shaider). Verder maakte het bedrijf in 1998 de eerste geheel Amerikaanse tokusatsuserie: Mystic Knights of Tir na Nog.
In Engeland verscheen in 1961 een Britse variant op de Godzillafilms getiteld Gorgo, die dezelfde suitmationtechniek toepaste als de Godzillafilms. Hetzelfde jaar verscheen in Denemarken de film Reptilicus. Deze film gebruikte een marionet in een miniatuurlandschap om een enorm monster neer te zetten.
In Frankrijk verscheen in 2000 de serie Jushi Sentai France Five, die was gebaseerd op de Super Sentai-serie. Een andere serie gebaseerd op Super Sentai verscheen in 2006 in Thailand: Sport Ranger.